# Nina Hoffmann (Radsportlerin)
Nina Charlott Hoffmann (* 2. August 1996 in Saalfeld) ist eine deutsche Mountainbikerin, die im Downhill aktiv ist.

## Sportlicher Werdegang
Ihre sportliche Laufbahn startete Hoffmann in der Leichtathletik als Speerwerferin. Nach einer Verletzung begann sie 2015 mit dem Mountainbikesport und nahm an mehreren Hobby-Rennen im Downhill teil. 2016 fuhr sie ihre erste volle Elite-Saison und gewann die Gesamtwertung im iXS German Downhill Cup. Die für 2017 geplante Teilnahme am UCI-Mountainbike-Weltcup musste sie aufgrund einer Verletzung um ein Jahr verschieben.
2018 wurde Hoffmann erstmals Deutsche Meisterin im Downhill, im Weltcup kam sie mehrfach unter die Top 10. In der Saison 2019 stand sie in Fort William als Dritte erstmals auf dem Podium bei einem Weltcup-Rennen, eine Woche später wurde sie in Leogang Zweite.
Bis 2019 als Privatfahrerin unterwegs, gründete sie zur Saison 2020 ihr eigenes Team. In Maribor gewann sie das erste Weltcup-Rennen ihrer Karriere und war damit die erste deutsche Weltcup-Siegerin nach 25 Jahren Pause. Bei den UCI-Mountainbike-Weltmeisterschaften wurde sie Siebente. Die Saison beendete sie als Dritte der Weltcup-Gesamtwertung und Vierte der Weltrangliste im Downhill.
Die Saison 2021 beendet sie mit 333 Punkten auf Rang neun der Frauen-Elite-Gesamtwertung. Hoffmann wurde zudem in Bellwald (Schweiz) zum dritten Mal Deutsche Meisterin im Downhill.
2022 wurde Hoffmann Mitglied im Team Santa Cruz Syndicate. Beim zweiten World-Cup-Rennen der Saison in Fort William holte sie den zweiten Weltcup-Sieg ihrer Karriere, mit weiteren drei zweiten und einem dritten Platz beendete sie die Weltcup-Saison auf dem vierten Platz der Gesamtwertung. Bei den Weltmeisterschaften in Les Gets wurde sie Zweite und holte damit aus deutscher Sicht die erste Medaille im Downhill in einer Eliteklasse.
In der Saison 2023 feierte Hoffmann in Vallnord-Pal Arinsal erneut einen Weltcup-Sieg, insgesamt stand sie bei sechs der acht Saisonrennen auf dem Podium und belegte den zweiten Platz in der Gesamtwertung. Bei den Weltmeisterschaften stürzte sie in Training und Finale und verpasste damit eine erneute Medaille.

## Erfolge
2018
- Deutsche Meisterin – Downhill

2020
- Deutsche Meisterin – Downhill
- ein Weltcup-Erfolg – Downhill
- 3. Rang Gesamtwertung Weltcup

2021
- Deutsche Meisterin – Downhill

2022
- ein Weltcup-Erfolg – Downhill
- Weltmeisterschaften – Downhill
- Deutsche Meisterin – Downhill

2023
- ein Weltcup-Erfolg – Downhill
- Deutsche Meisterin – Downhill